# Zvjezdana Sikirić-Assouline
Zvjezdana Sikirić-Assouline (Zagreb, 1966.), hrvatska povjesničarka.
Završila je Klasičnu gimnaziju i diplomirala na Filozofskom fakultetu u Zagrebu na studijskim grupama povijesti i latinskog jezika i književnosti. Kao nosilac stipendija austrijske vlade te francuske vlade znanstveno se usavršavala na Sveučilištu u Beču i École des Hautes Études en Sciences Sociales u Parizu. 
Magistrirala je u Parizu i u Zagrebu 1995. odnosno 1996. s temom iz zagrebačke povijesti 18. stoljeća. Doktorat pod naslovom "Zagreb 1848/49" obranila je 2003. godine. Na Filozofskom fakultetu zaposlena je od 1991. godine. Područja posebnog znanstvenog interesa su: socio-kulturna povijest 18. i 19. stoljeća, povijest Zagreba, ženska povijest. 